# Yolande Mukagasana
Yolande Mukagasana (Butare, 6 settembre 1954) è una scrittrice ruandese.
Sopravvissuta al genocidio tutsi in Ruanda durante il quale la sua famiglia è stata sterminata, da allora si è dedicata a sensibilizzare l'opinione pubblica sul genocidio, ad onorare le vittime ed a sostenere la convivenza pacifica nel suo paese.

## Biografia
Nata in una famiglia tutsi, fin da piccola ha vissuto le ondate di violenza che ciclicamente esplodevano nel suo paese. Diventata infermiera anestesista  ha lavorato per diciannove anni presso il centro ospedaliero di Kigali, poi divenne caposala di un dispensario privato da lei aperto nella capitale. Nel 1988 sposò Joseph, rimasto orfano all'età di 13 anni a causa del massacro dei tutsi del 1963. Dalla loro unione nacquero tre figli: Christian, Nadine e Sandrine.
Il 6 aprile 1994 ebbe inizio il genocidio del Ruanda. Quasi tutta la famiglia di Yolande Mukagasana venne assassinata: i suoi tre figli, il marito, il fratello e le sorelle. Yolande durante i terribili "cento giorni" riesce a salvarsi in maniera miracolosa attraverso l’aiuto di una donna hutu, Jacqueline Mukansonera, che la nascose per undici giorni sotto un lavandino e le procurò dei documenti falsi.
Ha lasciato il Ruanda nel febbraio 1995 per rifugiarsi in Belgio, dove ha ottenuto la cittadinanza nel 1999. Rientrata in patria, ha costruito un centro di accoglienza per orfani a Kigali.
Nel 1999 ha creato, con il fotografo belga Alain Kazinierakis, “Nyamirambo Point d’Appui”, una fondazione per la memoria del genocidio in Ruanda e la ricostruzione, dal nome del quartiere in cui viveva a Kigali.
L'associazione si propone di educare, in particolare i giovani, al rispetto dei diritti umani, alla diversità culturale e alla convivenza pacifica sensibilizzando sul genocidio attraverso racconti, spettacoli teatrali, mostre e conferenze, in Ruanda e nel resto del mondo. Nel 2002 ha ricevuto il Premio Colombe d'Oro per la Pace da parte dell'Istituto di Ricerche Internazionali Archivio Disarmo. 
Ha narrato lo sconvolgente racconto della sua vita al tempo del genocidio nel suo primo libro, La morte non mi ha voluta. Cento giorni, un milione di morti, pubblicato per la prima volta in italiano nel 1999 e rieditato nel 2019.
Nel 2011 è stato pubblicato in Italia il suo secondo libro, Un giorno vivrò anch'io. Il genocidio del Rwanda raccontato ai giovani. Nel 2008 pubblica il suo terzo libro Le ferite del silenzio. Testimonianze sul genocidio del Ruanda, realizzato insieme al fotografo belga Alain Kazinierakis, in cui raccoglie le testimonianze di altri sopravvissuti al genocidio.